# Channes
Channes ist eine französische Gemeinde mit 116 Einwohnern (Stand: 1. Januar 2022) im Département Aube in der Region Grand Est. Die Gemeinde gehört zum Arrondissement Troyes und zum Kanton Les Riceys.

## Geographie
Channes liegt etwa 50 Kilometer südsüdöstlich von Troyes. Umgeben wird Channes von den Nachbargemeinden Bragelogne-Beauvoir im Norden, Vertault im Osten und Südosten sowie Arthonnay im Süden und Westen.

## Bevölkerungsentwicklung
| Jahr                       | 1962 | 1968 | 1975 | 1982 | 1990 | 1999 | 2006 | 2011 | 2017 |
| Einwohner                  | 200  | 180  | 178  | 166  | 148  | 143  | 130  | 121  | 123  |
| Quellen: Cassini und INSEE |      |      |      |      |      |      |      |      |      |

## Sehenswürdigkeiten
- Mariä Geburt-Kirche (Église de la Nativité-de-la-Vierge)